# Sebastiano Venier
Sebastiano Venier (asi 1496, Benátky – 3. března 1578 tamtéž) byl druhým příslušníkem benátského rodu Venierů, který se stal benátským dóžetem.

## Život
Narodil se v Benátkách zřejmě v roce 1496 jako syn Moisè Veniera a jeho ženy Eleny Dony. Otec se narodil z manželství Moisé Veniera (asi 1412 - asi 1476) s Caterinou Vitturiovou.
Od mládí působil jako advokát a od roku 1570 jako prokurátor. Účastnil se bitvy u Lepanta jako admirál, po které se stal velmi uznávanou osobností. V jedenaosmdesáti letech byl jednomyslně zvolen benátským dóžetem.

## Potomci
Sebastiano se oženil s Cecilií Contarini a měl s ní dceru Elenu a syna Francisca.